# معركة مقديشو (مارس - أبريل 2007)
بدأت معركة مقديشو في 21 مارس 2007 في منطقة شيركولي في مقديشو بين قوات الحكومة الاتحادية الانتقالية الصومالية والقوات الإثيوبية المتحالفة معها والمتمردين الإسلاميين، وهي إحدى المعارك الرئيسية التسعة في مقديشو خلال الحرب الأهلية الصومالية التي استمرت لعقود.

## المعركة

### الجولة الأولى من القتال
أسفرت عملية نزع سلاح فاشلة قامت بها الحكومة الاتحادية الانتقالية في 21 مارس عن أسر قوات الحكومة الاتحادية الانتقالية.  

#### إسقاط طائرة شحن
في 23 مارس 2007 تحطمت طائرة إليوشن إي أل 76 في مقديشو. ويعتقد أنه تم إسقاط الطائرة. كان على متنها 11 شخصًا على متن الطائرة، مات جميع أفراد الطاقم ماعدا واحد.

### الجولة الثانية من القتال
في 1 أبريل أفيد أن حصيلة القتلى في الأيام الأربعة السابقة للقتال العنيف في العاصمة هو 849 قتيلًا على الأقل من المدنيين و200 من الإسلاميين و36 جندي إثيوبي وأوغندي، ليبلغ إجمالي عدد القتلى 1086.

### الجولة الثالثة من القتال
في 11 أبريل قُتل شخصان على الأقل وأصيب ثلاثة آخرون في تجدد للقتال اندلع في شمال العاصمة الصومالية بين القوات الحكومية المؤقتة والمتمردين المحليين بين عشية وضحاها. ومع ذلك صرح سفير الصومال لدى إثيوبيا عبد القادر فرح في 12 أبريل أن مقديشو أصبحت الآن هادئة لأول مرة منذ ستة عشر عاماً.
في 14 أبريل قُتل جنديان حكوميان في كمين بالعاصمة.
وفي 17 أبريل تجدد القتال العنيف في الشوارع في الجزء الشمالي من مقديشو، حيث قتل ما لا يقل عن 11 مدنياً. وفي اليوم التالي اندلعت نيران قذائف الهاون الثقيلة مما أسفر عن مقتل 3 مدنيين آخرين. واستمر القتال حتى 19 أبريل بينما انفجرت سيارة مفخخة في قاعدة للجيش الإثيوبي مما أدى إلى إصابة 10 جنود إثيوبيين على الأقل. بالإضافة إلى إصابة 10 جنود آخرين عندما اصطدمت شاحنتهم بلغم أرضي في المدينة.
أفادت الأنباء أنه في الجولة الأخيرة من القتال في الفترة من 17 إلى 24 أبريل لقي 358 شخصًا على الأقل مصرعهم، من بينهم 45 مسلحًا، وجرح 680. ويقدر أن ما يقرب من 320 ألف صومالي فروا من مقديشو منذ فبراير 2007.
في 26 أبريل استولت القوات الإثيوبية على معاقل الإسلاميين في شمال مقديشو.